# Lulu Island
Lulu Island är en ö i Kanada.   Den ligger i provinsen British Columbia, i den sydvästra delen av landet, 3 500 km väster om huvudstaden Ottawa.
Runt Lulu Island är det i huvudsak tätbebyggt. Runt Lulu Island är det mycket tätbefolkat, med 1 177 invånare per kvadratkilometer.